# Lingue algiche
Le lingue algiche sono una famiglia di lingue native americane del Nordamerica. Si pensa che derivino dal proto-algico, una protolingua di secondo ordine ricostruita usando il proto-algonchino e le lingue attestate wiyot e yurok.

## Distribuzione geografica
La distribuzione delle lingue algiche si estende nei territori a nord-ovest della California. La maggior parte delle lingue algiche fa parte della sottofamiglia delle lingue algonchine, parlata dalle Montagne Rocciose al New England. Le altre lingue algiche sono le lingue yurok e wiyot del nord-ovest della California. Si pensa che l'originaria terra nativa dell'algico fosse localizzata nel nord-ovest del Pacifico, lungo le rive del fiume Columbia.

## Classificazioni
Secondo Ethnologue la classificazione della famiglia è la seguente:
- lingue algonchine, che comprendono complessivamente 40 idiomi
- Lingue ritwan che comprendono solo 2 idiomi:
  - lingua wiyot (codice ISO 639-3 wit)
  - lingua yurok (yur)

Molti linguisti però non sono d'accordo, alcuni specialisti affermano che le due lingue algiche della California, lo wiyot e lo yurok, non sembrano essere più prossime tra di loro che con qualche lingua  algonchina, quindi non riconoscono il sottogruppo ritwan e preferiscono considerare le due lingue come isolate.
D'altra parte anche per quanto riguarda le lingue algonchine ci sono discordanze tra gli studiosi su quante effettivamente siano ed altre classificazioni ne riconoscono un numero minore rispetto a quelle individuate da Ethnologue.